# Bulu Mario
Bulu Mario is een bestuurslaag in het regentschap Tapanuli Selatan van de provincie Noord-Sumatra, Indonesië. Bulu Mario telt 1103 inwoners (volkstelling 2010).